# 高城胤則
高城 胤則（たかぎ たねのり、元亀2年（1571年） - 慶長8年8月17日（1603年9月22日））は、戦国時代からに安土桃山時代にかけての武将。千葉氏・北条氏の家臣。下総国小金城（現在の千葉県松戸市）主。父は高城胤辰、妻は柴田勝家の養女（実父は賤ヶ岳の戦い後、勝家に殉死した中村文荷斎とされる）。幼名は龍千世。通称は源次郎。
12歳の時に父が死亡したため、小金城主を継ぐ。だが、1585年に主君・千葉邦胤が家臣に殺害されると、嫡男の重胤が幼かったために邦胤の娘婿となった千葉直重（北条氏政の7男）が陣代として千葉氏の家督を相続、重胤は小田原城で人質生活を送ることになり、事実上千葉氏は北条氏に乗っ取られてしまう。以後、胤則は名実ともに北条氏の家臣として行動する事となった。1584年2月に船橋大神宮の要請を受けて個別徳政（債務免除・徳政令）を認める一方、同10月には下総水海領の簗田氏が勝手に徳政令を発したために高城領の住民が被害を受けたとして北条氏の介入を要請している。1587年には北条氏政の命により多賀谷重経に攻められた岡見宗治の救援に派遣されており、他国衆でありながら北条氏重臣である遠山直景と並ぶ北条氏の対常総戦線の中核的存在であったと考えられている。その後、賤ヶ岳の戦いで敗れて北条氏を頼ってきた佐久間安政（柴田勝家の甥）と親しくなり、安政と同伴していた柴田勝家の養女を妻とすることになる。
1590年、豊臣秀吉による小田原征伐が始まると、胤則も家臣の一部を小金城に残して小田原城に籠城した。だが、豊臣軍の圧倒的な兵力を前に叔父・胤政を失うなどの打撃を受けた胤則は秘かに本国に使者を送って小金城の明け渡しを命じた。これを受けて小金城の将兵は豊臣軍の浅野長政に降伏して城は陥落したのである。間もなく、北条氏も降伏して胤則は蒲生氏郷に預けられて、その飛領があった信濃国に移された。
胤則はその後家名再興の機会を窺った。だが、生来病弱であったらしく、度々の機会を逃してしまったために実現出来なかった。江戸幕府が成立すると、叔父の照誉了学や親友・佐久間安政が徳川家康からの信任が厚い事を頼りに再度の再興工作に乗り出した。だが、その実現直前に病に倒れ伏見城下で33歳の生涯を閉じた（ただし、後に嫡男高城胤重が元服後に家康に召されて旗本に取り立てられている）。